# Atriplex dimorphostegia
Atriplex dimorphostegia är en amarantväxtart som beskrevs av Grigorij Silych Karelin och Ivan Petrovich Kirilov. Atriplex dimorphostegia ingår i släktet fetmållor, och familjen amarantväxter. Arten förekommer tillfälligt i Sverige, men reproducerar sig inte.